# David Favrholdt
David Favrholdt, né le 24 avril 1931 à Junction City, Oregon (États-Unis) et mort le 6 décembre 2012 à Odense, est un philosophe danois.

## Biographie
David Favrholdt est diplômé d'une maîtrise en psychologie et philosophie et plus tard docteur en philosophie de l'université de Copenhague,. Il est l'un des rares Danois à figurer dans le Who's Who international.
En 1958, il obtient une médaille d'or pour sa thèse sur le concept de conscience à l'université d'Aarhus. Il est employé comme professeur en 1966 par l'université du Danemark du Sud jusqu'à sa retraite, et professeur émérite par la suite. Il devient membre de l'Academia Europaea en 1989 et membre de l'Académie royale danoise des sciences en 1976. Il est rédacteur en chef du Symposium de 1968 à 1978 et du Danish Yearbook of Philosophy de 1985 à 1991. Il est membre du Comité national de l'Union internationale d'histoire et de philosophie des sciences depuis 1982 et président de l'union de 1990 à 1998. De plus, il remporte le prix de recherche de Fyens Stiftstidende en 1972.

## Ouvrages
- Une interprétation et une critique du Tractatus de Wittgenstein, Munksgaard, 1964.
- Filosofi og samfund, Gyldendal, 1968.
- Bevidsthedsproblemet i Harald Høffdings filosofi, Det Kgl. Danske Videnskabernes Selskab, Historisk-Filosofiske Meddelelser 44, 4, 1969.
- Kinesisk Filosofi, Gyldendal, 1971.
- Synderegisteret og andre medskyldige fortællinger, Schønberg, 1973. (Fiktion Filosofi).
- Lénine - Hans filosofi og verdensanskuelse, Gad, 1978.
- Menneskeopfattelsen, d'après David Gress, Ole Jensen, M. Pahuus, Hårby, 1980.
- Matematikundervisning, Rouge. af J. Bjørneboe, G. Nissen et D. Favrholdt, Aarhus Universitetsforlag, 1988.
- Contexte philosophique de Niels Bohr, Dét Kgl. Danske Videnskabernes Selskab, Historisk-Filosofiske Meddelelser, 1992.
- Studier i Niels Bohrs filosofi, Odense Universitets Forlag, 1994.
- Erkendelsesteori - Problemer og argumenter, Odense Universitetsforlag, 1994.
- Kritisk belysning af jeg'ets ontologi, (red. ), Odense Universitetsforlag, 1994.
- Clignotant à couteau, de David Favrholdt & Marianne Nathan Wandall, Rhodos, 1997.
- Fra Egtvedpigen jusqu'au Folketinget, Et festskrift til Hendes Majestæt Dronning Margrethe II ved regeringsjubilæet 1997, Rouge, d'Erik Dal, David Favrholdt et Poul Lindegård Hjorth, Det Kgl. Danske Videnskabernes Selskab, 1997.
- Codex Filosofisk - Om begrundelsen af den menneskelige erkendelse, Gyldendal, 1999.
- Hvad er tid ?, Rouge, Gyldendal, 1999.
- Niels Bohr: Œuvres complètes, Volume 10, Complémentarité au-delà de la physique (1928-1962), Kinésisk Udgave, 2000.
- Æstetik og Filosofi - Essais Seks, Høst & Søn, 2000.
- Som kongerne bød Fra trelleborge til enevælde Festskrift til Hendes Majestæt Dronning Margrethe II i anledning af tresårsdagen 16, avril 2000, Rouge, de David Favrholdt, Pia Grüner & Flemming Lundgreen-Nielsen, Det Kgl. Danske Videnskabernes Selskab, 2000.
- Spaltningen Niels Bohr et Werner Heisenberg et Videnskab et Politik, Lindhardt et Ringhof, Copenhague, 2005.
- Pétrolier Farlige - forskning under hammeren, Husets Forlag, 2005.
- Erkendelse - Grundlag og gyldighed, Aarhus Universitetsforlag, 2008.
- Filosoffen Niels Bohr, Informations Forlag, 2009.